# Persone di nome Giuseppe/Nobili
| Questa pagina contiene informazioni ricavate automaticamente dalle voci biografiche con l'ausilio del template Bio e di un bot. L'aggiornamento è periodico e automatico e ricostruisce completamente la pagina. Se manca una persona in questa lista, sei pregato di non aggiungerla, ma accertati piuttosto che la sua voce biografica contenga il template Bio e che i dati anagrafici siano correttamente compilati. Se il template Bio manca, inseriscilo tu stesso o, in alternativa, metti l'avviso {{tmp\|Bio}} che ne segnala la mancanza. Se i dati riportati sono sbagliati, correggi direttamente la voce biografica; le modifiche saranno visibili in questa lista entro pochi giorni. Per chiarimenti vedi il progetto antroponimi. La lista contiene solo le 66 persone che sono citate nell'enciclopedia e per le quali è stato implementato correttamente il template Bio. Pagina aggiornata al 6 ago 2025. |

Questa è una lista di persone presenti nell'enciclopedia che hanno il nome Giuseppe e sono nobili.

## A(8)
- Giuseppe Adami di Bergolo, nobile italiano (Torino, n. 1774 - Torino, † 1836)
- Giuseppe Alliata-Campiglia, nobile italiano (n. 1844 - † 1874)
- Giuseppe Maria d'Altemps, IV duca di Gallese, nobile italiano (Roma, n. 1653 - Soriano nel Cimino, † 1713)
- Giuseppe Maria d'Altemps, VI duca di Gallese, nobile italiano (Roma, n. 1729 - Albano Laziale, † 1790)
- Giuseppe Andrea Angeloni, nobile e politico italiano (Roccaraso, n. 1826 - Napoli, † 1891)
- Giuseppe Archinto, VI marchese di Parona, nobile e politico italiano (Cremona, n. 1783 - Milano, † 1861)
- Giuseppe Arconati Visconti, nobile e politico italiano (Milano, n. 1797 - Milano, † 1873)
- Giuseppe Antonio Arconati Visconti, nobile, diplomatico e mecenate italiano (Milano, n. 1698 - Milano, † 1763)

## B(6)
- Giuseppe Barbavara, nobile e politico italiano (Novara - Milano, † 1721)
- Giuseppe Bolagnos, nobile, diplomatico e politico spagnolo (Navia, n. 1668 - Venezia, † 1732)
- Giuseppe Bosco di Ruffino, nobile italiano (n. 1774 - † 1854)
- Giuseppe Branciforte, nobile e politico italiano (Palermo, n. 1619 - Mazzarino, † 1675)
- Giuseppe Branciforte, principe di Leonforte, nobile e politico italiano (Leonforte, n. 1614 - Leonforte, † 1698)
- Giuseppe Maria Buonaparte, nobile e politico italiano (Ajaccio, n. 1713 - Ajaccio, † 1763)

## C(2)
- Giuseppe Cassoli, nobile e militare italiano (Reggio nell'Emilia, n. 1866 - Reggio nell'Emilia, † 1948)
- Giuseppe Lotario Conti, VI duca di Poli e Guadagnolo, nobile italiano (Poli, n. 1651 - Poli, † 1724)

## D(12)
- Giuseppe di Borbone-Parma, nobile italiano (Biarritz, n. 1875 - Lucca, † 1950)
- Giuseppe Ignazio D'Arcour, nobile italiano (Torino, n. 1668 - Torino, † 1727)
- Giuseppe Francesco di Dietrichstein, nobile austriaco (San Pietroburgo, n. 1798 - Frýdlant, † 1858)
- Giuseppe Donzelli, nobile, farmacista e storico italiano (Napoli, n. 1596 - † 1670)
- Giuseppe Durini, nobile, politico e patriota italiano (Milano, n. 1800 - Novara, † 1850)
- Giuseppe d'Asburgo-Lorena, nobile e politico austriaco (Firenze, n. 1776 - Buda, † 1847)
- Giuseppe Ferdinando d'Asburgo-Lorena, nobile (Salisburgo, n. 1872 - Vienna, † 1942)
- Giuseppe di Lorena, conte di Harcourt, nobile francese (Francia, n. 1679 - Francia, † 1739)
- Giuseppe Maria di Savoia-Villafranca, nobile e militare francese (Parigi, n. 1783 - Parigi, † 1825)
- Giuseppe I di Schwarzenberg, nobile e politico boemo (Vienna, n. 1722 - Vienna, † 1782)
- Giuseppe II di Schwarzenberg, nobile e imprenditore boemo (Vienna, n. 1769 - Hluboká nad Vltavou, † 1833)
- Emanuele Filiberto di Villafranca-Soissons, nobile italiano (Torino, n. 1873 - Merano, † 1933)

## F(1)
- Giuseppe Fernandez de Medrano, nobile, giurista e magistrato italiano (Palermo, n. 1651 - Palermo, † 1718)

## G(11)
- Giuseppe Galluppi, nobile, storico e saggista italiano (Messina, n. 1836 - Messina, † 1891)
- Giuseppe Gay di Quarti, nobile italiano (Torino, n. 1730 - Torino, † 1787)
- Paolo Gazelli di Rossana, nobile e politico italiano (Torino, n. 1782 - Torino, † 1844)
- Giuseppe Gioeni, nobile, naturalista e vulcanologo italiano (Catania, n. 1747 - Catania, † 1822)
- Giuseppe Carlo del Palatinato-Sulzbach, nobile tedesco (Sulzbach, n. 1694 - Oggersheim, † 1729)
- Giuseppe Arpád d'Asburgo-Lorena, nobile (Budapest, n. 1933 - Madrid, † 2017)
- Giuseppe, nobile ebreo antico (Ficola - Gerusalemme, † 198 a.C.)
- Giuseppe Giustiniani, nobile e diplomatico italiano (Chio, n. 1525 - Roma, † 1600)
- Giuseppe Maria Gonzaga, nobiluomo italiano (Guastalla, n. 1690 - Padova, † 1746)
- Giuseppe Luigi Gonzaga, nobile e militare italiano (n. 1761 - Varsavia, † 1818)
- Giuseppe Greppi, nobile, ambasciatore e politico italiano (Milano, n. 1819 - Milano, † 1921)

## L(5)
- Giuseppe Lanza Branciforte, nobile, diplomatico e politico italiano (Palermo, n. 1889 - Palermo, † 1927)
- Giuseppe Lanza di Scalea, nobile e politico italiano (Palermo, n. 1870 - Palermo, † 1929)
- Giuseppe Lanza, principe di Trabia, nobile, politico e archeologo italiano (Palermo, n. 1780 - Palermo, † 1855)
- Giuseppe Lanza, duca di Camastra, nobile, politico e militare italiano (Palermo - Palermo, † 1708)
- Giuseppe Luci Poniatowski, nobile, diplomatico e compositore italiano (Roma, n. 1816 - Londra, † 1873)

## M(2)
- Giuseppe Malaspina, nobile italiano (Fosdinovo - Fosdinovo, † 1565)
- Giuseppe Francesco Morozzo della Rocca, nobile italiano (Torino, n. 1704 - Torino, † 1767)

## P(6)
- Giuseppe Pappacoda, III principe di Centola, nobile e politico italiano (Centola, n. 1692 - Napoli, † 1773)
- Giuseppe Pasolini Zanelli, nobile e politico italiano (Faenza, n. 1844 - Faenza, † 1909)
- Giuseppe Pasolini, nobile e politico italiano (Ravenna, n. 1815 - Ravenna, † 1876)
- Giuseppe Di Terranova Pignatelli, nobile e politico italiano (Palermo, n. 1860 - Roma, † 1938)
- Giuseppe Pochettini di Serravalle, nobile italiano (Torino, n. 1778 - Torino, † 1846)
- Giuseppe Ponte di Pino, nobile italiano (Torino, n. 1777 - † 1858)

## R(1)
- Giuseppe Rospigliosi, V principe Rospigliosi, nobile e politico italiano (Roma, n. 1755 - Firenze, † 1833)

## S(4)
- Giuseppe Benedetto di Savoia, nobile (Torino, n. 1766 - Sassari, † 1802)
- Giuseppe Serra di Cassano, V duca di Cassano, nobile, politico e rivoluzionario italiano (Napoli, n. 1771 - Napoli, † 1837)
- Giuseppe Stagno d'Alcontres, nobile e geografo italiano (Tremestieri, n. 1859 - Punta Arenas, † 1931)
- Giuseppe Suriano, nobile, politico e patriota italiano (Crotone, n. 1765 - Crotone, † 1799)

## T(3)
- Giuseppe Tomasi di Lampedusa, nobile e scrittore italiano (Palermo, n. 1896 - Roma, † 1957)
- Giuseppe Salinguerra Torelli, nobile italiano (n. 1612 - Cracovia, † 1652)
- Giuseppe Saverio Tulumello, nobile italiano (Racalmuto, n. 1797 - Racalmuto, † 1858)

## V(5)
- Giuseppe Valguarnera, nobile e politico italiano (Palermo, n. 1868)
- Giuseppe Vanni, nobile italiano (Caldarola, n. 1763 - Roma, † 1808)
- Giuseppe Visconti di Modrone, I duca di Grazzano Visconti, nobile, imprenditore e dirigente sportivo italiano (Milano, n. 1879 - Milano, † 1941)
- Giuseppe Volpi, nobile, imprenditore e politico italiano (Venezia, n. 1877 - Roma, † 1947)
- Giuseppe Volpi, nobile e letterato italiano (Bitetto, n. 1680 - Bari, † 1756)